# Hans Alexander Winkler
Hans Alexander Winkler (* 14. Februar 1900 in Bremerhaven; † 20. Januar 1945 in Służewo bei Thorn) war ein deutscher Orientalist, Religionswissenschaftler und Ethnologe. Wegen einer früheren KPD-Mitgliedschaft wurde seine wissenschaftliche Karriere an der Universität Tübingen 1933 unterbrochen, anschließend forschte er zur Volkskunde und Felszeichnungen in Oberägypten. Während des Zweiten Weltkriegs arbeitete er als Diplomat und NS-Propagandist im Auswärtigen Amt und im Deutschen Afrikakorps.

## Biografie

### Jugend
Nach dem Abitur und einem anschließenden Fronteinsatz im Ersten Weltkrieg studierte Winkler ab 1919 zunächst in Göttingen Geschichte, Deutsche Philologie und Theologie, bevor er sich später verstärkt der Religionsgeschichte und Orientalistik zuwandte.
Aus Geldmangel musste er sein Studium 1922 unterbrechen und arbeitete eine Zeit in Eisleben im Kalibergbau. In dieser Zeit trat er der KPD bei, der er bis 1928 angehörte. 1923 heiratete er die armenische Schriftstellerin und Freiheitskämpferin Hayastan Geworkian, mit der er nach Tübingen übersiedelte, wo sie als Russischlektorin arbeitete.

### Akademischer Werdegang
Trotz schwieriger Lebensverhältnisse zeigte Winkler schon früh großes akademisches Talent. 1925 promovierte er bei Enno Littmann in Tübingen mit einer Arbeit Über das Wesen und die Herkunft einiger arabischer Zaubercharaktere. Nach erfolgreicher Habilitation für das Fach Allgemeine Religionsgeschichte wurde er im Jahr 1928 Assistent am dortigen Orientalischen Seminar. Er arbeitete und forschte dort erfolgreich bis zum Sommer 1933, als ihm aufgrund des nationalsozialistischen Gesetzes zur Wiederherstellung des Berufsbeamtentums seine kommunistische Vergangenheit zum Verhängnis wurde. Er wurde im September 1933 entlassen und „verzichtete“ unter dem Druck der NS-Verwaltung auf seine Venia legendi (Lehrberechtigung), womit er auch die Beihilfe für Privatdozenten verlor. Er bat um Zeit, um „sich in die Weltanschauung des Nationalsozialismus, der ich mich schon in wesentlichen Punkten genähert habe, hineinleben zu können“. Alle Versuche zu seiner Rehabilitierung, für die sich auch der Dekan der Philosophischen Fakultät Ernst Sittig und die Tübinger Rektoren Karl Fezer und Friedrich Focke einsetzten, blieben erfolglos.

### Reisen und Expeditionen nach Ägypten
Nach dem abrupten Ende seiner wissenschaftlichen Laufbahn in Tübingen wandte sich Winkler verstärkt der ethnologischen Feldforschung in Ägypten zu. Mit Förderung der Notgemeinschaft der deutschen Wissenschaft, die ihm sein Doktorvater Enno Littmann vermittelte, unternahm er zunächst 1932 und dann 1933/34 Reisen nach Oberägypten, die reiche religionswissenschaftliche und ethnologische Ergebnisse brachten.
Als einer der ersten begann Winkler, sich für die reichhaltige Felskunst in Oberägypten zu interessieren. Robert Ludwig Mond, der Leiter der Egypt Exploration Society, erkannte die wissenschaftliche Bedeutung von Winklers Arbeit für die ägyptische Vorgeschichte und finanzierte zwei Forschungsexpeditionen in die Wüstengebiete Oberägyptens. Die erste führte Winkler im Winter 1936/37 in die Berge der ägyptischen Ostwüste und führte zur Entdeckung einer großen Zahl an vorgeschichtlichen Felskunstplätzen. Trotz des frühen Todes seiner Frau Hayastan im Mai 1937 setzte Winkler seine Arbeit noch im gleichen Jahr in der Ägyptischen Westwüste fort. Nachdem er zunächst in den Oasen von Charga und Dachla geforscht hatte, gelangte er mit Hilfe von Ralph Bagnold in das Uweinat-Gebirge im äußersten Südwesten Ägyptens, wo weitere Felskunstwerke entdeckt und dokumentiert werden konnten.
Der Tod von Robert Mond im Herbst 1938 führte trotz der Erfolge zu einem jähen Ende von Winklers wissenschaftlicher Arbeit, da ihm nun die finanziellen Möglichkeiten fehlten.

### Auswärtiges Amt und Zweiter Weltkrieg
Winklers Qualifikationen und sein 1939 erfolgter Eintritt in die NSDAP machten den einst Verstoßenen nun zu einem willkommenen Mitarbeiter im Auswärtigen Amt, wo ihn der Personalchef Hans Schroeder protegierte. Im September 1939 heiratete Winkler in zweiter Ehe Hedwig Oelschlaeger, zwei Monate später wurde er Kulturattaché in Teheran. Nach dem Einmarsch britischer und sowjetischer Truppen im August 1941 schloss der Iran die deutsche Gesandtschaft, internierte die Angehörigen des diplomatischen Korps und schob sie schließlich über die Türkei ab. Hatte er bis dahin nur den Status eines „wissenschaftlichen Hilfsarbeiters“ im Auswärtigen Amt, weil wiederum seine frühere KPD-Mitgliedschaft der Berufung in ein Beamtenverhältnis im Wege stand, wurde Winkler im November 1941 – mit Zustimmung des Leiters der Partei-Kanzlei Martin Bormann – zum Konsul II. Klasse ernannt.
Er wurde nun zum ständigen Vertreter des Auswärtigen Amts beim Deutschen Afrikakorps bestellt, wo er mit dem Sammeln und Auswerten von kriegsrelevanten Informationen und Propaganda beauftragt war und sich dazu der Propagandakompanie des Afrikakorps bedienen sollte. Während der deutschen Offensive in Libyen diente er ab Januar 1942 als Sonderführer B in der Wehrmacht. Im Juni 1942 wurde er schwer verwundet und arbeitete nach seiner Genesung im Innendienst des Auswärtigen Amtes, wo er Kontakte zu verbündeten arabischen Politikern pflegte (z. B. der Jerusalemer Mufti Amin al-Husseini und der ehemalige irakische Ministerpräsident Raschid al-Gailani). Im August 1943 wurde Winkler als Konsul in Melilla (Spanisch-Marokko) nominiert, aufgrund der unsicheren militärischen Lage in Marokko aber stattdessen im November desselben Jahres ins südspanische Cádiz entsandt.
Im Mai 1944 erhielt Winkler die Nachricht, dass sein Sohn Haiko fahnenflüchtig und von der Todesstrafe bedroht sei. Winkler bat deswegen darum, seinen Dienst beim Auswärtigen Amt beenden und zur Wehrmacht wechseln zu dürfen. Im September 1944 wurde Winkler als Fahnenjunker-Unteroffizier zum aktiven Kriegsdienst an der Ostfront eingezogen, wo er am 20. Januar 1945 südlich von Thorn im Wartheland fiel. Aufgrund der schnell vorrückenden russischen Front konnte sein Leichnam nicht mehr vom Schlachtfeld geborgen werden. Wo er seine letzte Ruhestätte fand, ist ungeklärt.

### Wissenschaftliche Werke und Verdienste
Winkler hat trotz seines kurzen und von den Wirrungen der Weltpolitik gekennzeichneten Lebens große wissenschaftliche Arbeiten geleistet. Dies betrifft vor allem sein Hauptwerk Ägyptische Volkskunde und seine Forschungen zur Felskunst, die bis heute von bleibendem Wert sind. In der Felskunst der ägyptischen Oasen ist eines der Leitmotive heute nach Winkler benannt: die sogenannten „Winkler Figures“, Menschendarstellungen mit stark betontem Unterleib.

## Werke (Auswahl)
- Siegel und Charaktere in der muhammedanischen Zauberei, Berlin 1930.
- Bauern zwischen Wasser und Wüste. Volkskundliches aus dem Dorfe Kimân in Oberägypten. Stuttgart 1934.
- Ägyptische Volkskunde. W. Kohlhammer, Stuttgart 1936.
- Die reitenden Geister der Toten. Eine Studie über die Besessenheit des 'Abd er-Râdi und über Gespenster und Dämonen, Heilige und Verzückte, Totenkult und Priestertum in einem oberägyptischen Dorfe. W. Kohlhammer, Stuttgart 1936.
- Völker und Völkerbewegungen im vorgeschichtlichen Oberägypten im Lichte neuer Felsbildfunde. Stuttgart 1937.
- Rock-Drawings of southern Upper Egypt I. Sir Robert Mond Desert Expedition Season 1936-1937 Preliminary Report, London 1938.
- Rock-Drawings of southern Upper Egypt II. Sir Robert Mond Desert Expedition Season 1937-1938 Preliminary Report, London 1939.